# Acroteriobatus leucospilus
Acroteriobatus leucospilus es una especie de raya de la familia Rhinobatidae, descrita por Norman en 1926. Especie demersal que habita hasta los 100 metros de profundidad y puede alcanzar los 56,5 cm de longitud total.
Su alimentación consiste en bivalvos, gasterópodos, camarones, cangrejos y pequeños peces óseos. Se sabe que al nacer mide 25 cm de longitud total. Especie marina de carne estimada e inofensiva para el ser humano.

## Distribución
Se distribuye por el océano Índico: Sudáfrica, Mozambique y Tanzania.